# Liste der Baudenkmale in Luckau
In der Liste der Baudenkmale in Luckau sind alle Baudenkmale der brandenburgischen Stadt Luckau und ihrer Ortsteile aufgelistet. Grundlage ist die Veröffentlichung der Landesdenkmalliste mit dem Stand vom 31. Dezember 2020. Die Bodendenkmale sind in der Liste der Bodendenkmale in Luckau aufgeführt.

## Legende
In den Spalten befinden sich folgende Informationen:
- ID-Nr.: Die Nummer wird vom Brandenburgischen Landesamt für Denkmalpflege vergeben. Ein Link hinter der Nummer führt zum Eintrag über das Denkmal in der Denkmaldatenbank. In dieser Spalte kann sich zusätzlich das Wort Wikidata befinden, der entsprechende Link führt zu Angaben zu diesem Denkmal bei Wikidata.
- Lage: die Adresse des Denkmales und die geographischen Koordinaten. Link zu einem Kartenansichtstool, um Koordinaten zu setzen. In der Kartenansicht sind Denkmale ohne Koordinaten mit einem roten beziehungsweise orangen Marker dargestellt und können in der Karte gesetzt werden. Denkmale ohne Bild sind mit einem blauen bzw. roten Marker gekennzeichnet, Denkmale mit Bild mit einem grünen beziehungsweise orangen Marker.
- Bezeichnung: Bezeichnung in den offiziellen Listen des Brandenburgischen Landesamtes für Denkmalpflege. Ein Link hinter der Bezeichnung führt zum Wikipedia-Artikel über das Denkmal.
- Beschreibung: die Beschreibung des Denkmales
- Bild: ein Bild des Denkmales und gegebenenfalls einen Link zu weiteren Fotos des Baudenkmals im Medienarchiv Wikimedia Commons

## Denkmalbereich
| ID-Nr.   | Lage   | Bezeichnung                                                                      | Beschreibung | Bild |
| -------- | ------ | -------------------------------------------------------------------------------- | ------------ | ---- |
| 09140192 | (Lage) | Satzung zum Schutz des Denkmalbereichs der Stadt Luckau (Denkmalbereichssatzung) |              | BW   |

## Baudenkmale in den Ortsteilen

### Grenzüberschreitende Baudenkmale
| ID-Nr.   | Lage | Bezeichnung | Beschreibung | Bild |
| -------- | ---- | --- | ------------ | --- |
| 09140487 | ()   | Alle im Kreisgebiet des ehemaligen Kreises Luckau vorhandenen Windmühlen und Windmühlenrümpfe sind denkmalgeschützt.                   |              | Alle im Kreisgebiet des ehemaligen Kreises Luckau vorhandenen Windmühlen und Windmühlenrümpfe sind denkmalgeschützt. |
| 09140488 | ()   | Alle Grenzsteine im Kreisgebiet des ehemaligen Kreises Luckau, sofern sie alte Landes-, Regierungsbezirks- und Kreisgrenzen markieren. |              | ein Bild hochladen                                                                                                   |

### Bergen
| ID-Nr.   | Lage             | Bezeichnung                                                                                           | Beschreibung | Bild           |
| -------- | ---------------- | --- | ------------ | -------------- |
| 09140026 | Bergen 16 (Lage) | Hofanlage, bestehend aus Wohnhaus, Stall- und Wirtschaftsgebäude sowie Stallscheune in Pisée-Bauweise |              | weitere Bilder |

### Cahnsdorf
| ID-Nr.                           | Lage   | Bezeichnung | Beschreibung | Bild           |
| -------------------------------- | ------ | ----------- | --- | -------------- |
| 09140067                         | (Lage) | Dorfkirche  | Die evangelische Kirche stammt aus dem 14. Jahrhundert. Im Inneren ein Kanzelaltar aus der Zeit um 1730.                                                                 | weitere Bilder |
| 09141021 Teilobjekt zu: 09140067 | (Lage) | Taufengel   | Der 1,14 Meter große Taufengel wurde in der ersten Hälfte des 18. Jahrhunderts gefertigt und wird der Werkstatt des Calauer Kunsttischlers Georg Wolschke zugeschrieben. | BW             |

### Caule
| ID-Nr.            | Lage           | Bezeichnung                                                            | Beschreibung | Bild                                               |
| ----------------- | -------------- | ---------------------------------------------------------------------- | ------------ | -------------------------------------------------- |
| 09140007 Wikidata | Caule 1 (Lage) | Wohnhaus mit zwei den Eingang flankierenden Linden                     |              | Wohnhaus mit zwei den Eingang flankierenden Linden |
| 09140559 Wikidata | Caule 3 (Lage) | Neubauernhaus und Erdkeller                                            |              | weitere Bilder                                     |
| 09140352 Wikidata | Caule 4 (Lage) | Herrenhaus                                                             |              | weitere Bilder                                     |
| 09140455 Wikidata | Caule 4 (Lage) | Wirtschaftshof des Guts Caule mit Brunnen, Eiskeller und Stallspeicher |              | weitere Bilder                                     |

### Duben
| ID-Nr.   | Lage   | Bezeichnung | Beschreibung | Bild           |
| -------- | ------ | ----------- | --- | -------------- |
| 09140075 | (Lage) | Dorfkirche  | Die evangelische Dorfkirche wurde im späten 17. Jahrhundert erbaut. Es ist ein Fachwerkbau mit einem Dachturm, der wahrscheinlich 1795 erbaut wurde. Im Inneren befindet sich eine Hufeisenempore. Der Ädikula-Altar stammt aus dem Jahr 1694. Die Kirche befindet sich in der Nähe der A 13 und ist eine Autobahnkirche. | weitere Bilder |

### Egsdorf
| ID-Nr.            | Lage             | Bezeichnung    | Beschreibung | Bild           |
| ----------------- | ---------------- | -------------- | --- | -------------- |
| 09140076 Wikidata | (Lage)           | Dorfkirche     | Die evangelische Dorfkirche wurde Anfang des 15. Jahrhunderts erbaut. Es ist ein Saalbau aus Feldstein mit einem Satteldach und einem eingezogenen, verbretterten Dachturm. Im Inneren befindet sich ein Flachdecke, dies war ursprünglich eine Holztonne. Der Altaraufsatz stammt aus der ersten Hälfte des 18. Jahrhunderts. | weitere Bilder |
| 09140432          | Egsdorf 7 (Lage) | Altes Wohnhaus | | Altes Wohnhaus |

### Frankendorf
| ID-Nr.   | Lage   | Bezeichnung | Beschreibung | Bild           |
| -------- | ------ | ----------- | ------------ | -------------- |
| 09140490 | (Lage) | Dorfkirche  |              | weitere Bilder |

### Fürstlich Drehna
| ID-Nr.            | Lage                                                                                            | Bezeichnung | Beschreibung | Bild |
| ----------------- | ----------------------------------------------------------------------------------------------- | --- | --- | --- |
| 09140457          | Alte Calauer Straße (Lage)                                                                      | Teile der Friedhofsanlage Fürstlich Drehna: Gruftkapelle, Grabanlage Lynar, bestehend aus drei Grabdenkmalen einschließlich ihrer Einfriedungen sowie zwei gusseisernen Grabplatten der Gastwirtsfamilie Janke und Friedhofsmauer | | Teile der Friedhofsanlage Fürstlich Drehna: Gruftkapelle, Grabanlage Lynar, bestehend aus drei Grabdenkmalen einschließlich ihrer Einfriedungen sowie zwei gusseisernen Grabplatten der Gastwirtsfamilie Janke und Friedhofsmauer |
| 09140071          | Alte Calauer Straße 1 (Lage)                                                                    | Dorfkirche mit dem ehemaligen Kirchhofgelände einschließlich der straßenseitigen Einfriedungsmauer | Die Kirche entstand im 15. Jahrhundert. Im Zweiten Weltkrieg wurde die Kirchenausstattung weitgehend zerstört. Im Innenraum stehen Epitaphe derer von Minckwitz. | weitere Bilder |
| 09140570          | Alte Calauer Straße 1 (Lage)                                                                    | Pfarrhaus mit Wirtschaftsgebäude einschließlich einer Teilfläche des Pfarrgartens | | Pfarrhaus mit Wirtschaftsgebäude einschließlich einer Teilfläche des Pfarrgartens |
| 09140520          | Am Windmühlenberg 3a (Lage)                                                                     | Bockwindmühle, siehe „Alle im Kreisgebiet des ehemaligen Kreises Luckau vorhandenen Windmühlen und Windmühlenrümpfe“ | | Bockwindmühle, siehe „Alle im Kreisgebiet des ehemaligen Kreises Luckau vorhandenen Windmühlen und Windmühlenrümpfe“ |
| 09140072          | Crinitzer Straße 2 (Lage)                                                                       | Gasthaus „Zum Hirsch“ | Das Gasthaus wurde um 1730 erbaut, der Saal wurde 1920 hinzugefügt. Das Haus hat neun Achsen, ist zweigeschossig und hat ein Walmdach. | weitere Bilder |
| 09140400          | Crinitzer Straße 5 (Lage)                                                                       | Wohnhaus | | Wohnhaus |
| 09140904          | Crinitzer Straße 11 (Lage)                                                                      | Gutsarbeiterhaus mit Nebengebäude und Einfriedungsmauer | | Gutsarbeiterhaus mit Nebengebäude und Einfriedungsmauer |
| 09140547          | Crinitzer Straße 13 (Lage)                                                                      | Spritzenhaus einschließlich Löschgerätewagen mit Handdruckspritze sowie Schlauchhaspel | | Spritzenhaus einschließlich Löschgerätewagen mit Handdruckspritze sowie Schlauchhaspel |
| 09140359 Wikidata | Crinitzer Straße 23/24 (Lage)                                                                   | Gutsarbeiterhaus | | weitere Bilder |
| 09140392          | Lindenplatz 3, 4, 10, 11, 12, Siedlerhof 1, 2, Alte Luckauer Straße 1, 6, Am Eiskeller 2 (Lage) | Gutsanlage der Standesherrschaft Fürstlich Drehna, bestehend aus - Lindenplatz mit Begrünung und Pflasterung sowie Wirtschaftshof mit Befestigung, Einfriedungsmauern und Torpfeiler; - Schlossvorplatz (Lindenplatz) mit Amtshaus und Nebengebäuden (Lindenplatz 4) sowie Wohnhaus (Lindenplatz 3); - Wirtschaftshof mit zwei Teilen der Stallscheune (Lindenplatz 12), Kuh- und Ochsenstall (Lindenplatz 11), Pferdestall mit Inspektorenwohnung und Futterkammer, Remise, zwei Teilen des Kuhstalls mit Holzschuppen (Siedlerhof 2), Zweifamilienhaus (Siedlerhof 1), Durchfahrtsscheune und Düngerschuppen; - Brauerei mit altem Brauhaus und der neuen Brauerei (Lindenplatz 10); - Schmiede; - Fischteich „Langer Weiher“ mit Durchlassbauwerk; - Gärtnerhaus mit Garten und Nebengebäude (Alte Luckauer Straße 1); - Schlossgärtnerei mit Orangerie (Alte Luckauer Straße 6); - Bierlager mit Eiskeller, Wohnhaus (Am Eiskeller 2) und Baumbestand | | weitere Bilder |
| 09140056          | Lindenplatz 5 (Lage)                                                                            | Wasserschloss | Das Schloss wurde das erste Mal 1301 erwähnt. In dem Schloss befindet sich heute ein Hotel. | weitere Bilder |
| 09140054          | Lindenplatz 5 (Lage)                                                                            | Park | Der Park wurde um das Jahr 1807 angelegt. Im Jahre 1819 wurde der Park für Fürst Otto Mandrup Heinrich zu Lynar umgestaltet. Bei der Umgestaltung hat Lenné mitgewirkt. 1877 wurde der Park umgestaltet, dieser Teil wurde aber in den 1970er Jahren mit in den Braunkohleabbau einbezogen. Der gusseiserne Pavillon stand ursprünglich im Schlosspark von Saßleben. | Park |
| 09140430 Wikidata | Marktplatz 1 (Lage)                                                                             | Schule und Sockel der Einfriedung | Das Haus wurde in der zweiten Hälfte des 18. Jahrhunderts erbaut. | weitere Bilder |
| 09140464          | Stiebsdorfer Weg 3 (Lage)                                                                       | Wohnhaus | | Wohnhaus |

### Garrenchen
| ID-Nr.   | Lage                | Bezeichnung          | Beschreibung | Bild |
| -------- | ------------------- | -------------------- | ------------ | ---- |
| 09140582 | Garrenchen 7 (Lage) | Hölzernes Taubenhaus |              | BW   |

### Gießmannsdorf
| ID-Nr.   | Lage                  | Bezeichnung                                              | Beschreibung | Bild                                                     |
| -------- | --------------------- | -------------------------------------------------------- | --- | -------------------------------------------------------- |
| 09140093 | (Lage)                | Dorfkirche                                               | Die Kirche wurde im Ursprung um 1300 erbaut. Es ist ein Saalbau aus Feldstein im Stil der Frühgotik. Im Westen der Kirche befindet sich ein schiffsbreiter Turm mit einem Walmdach und Dachreiter. Die Kirche hat innen eine flache Decke. Die Orgel wurde von Carl Gotthold Claunigk im Jahre 1803 errichtet. Der Kanzelaltar stammt aus der Zeit um 1865, er ist im klassizistischen Stil gehalten. An der Südwand befindet sich ein Grabstein für Michael Exs (gestorben 1712). | weitere Bilder                                           |
| 09140429 | Lindenallee 24 (Lage) | Gehöft, bestehend aus Wohnhaus, Stallgebäude und Scheune | | Gehöft, bestehend aus Wohnhaus, Stallgebäude und Scheune |

### Görlsdorf
| ID-Nr.   | Lage                             | Bezeichnung | Beschreibung | Bild |
| -------- | -------------------------------- | --- | ------------ | --- |
| 09140499 | (Lage)                           | Dorfkirche |              | weitere Bilder |
| 09140452 | (Lage)                           | Gutshof Görlsdorf mit Verwalterhaus (Westseite) sowie Wirtschaftsgebäuden (Ost-, Nord- und Südseite) und Schmiede, einschließlich des östlich vorgelagerten Zufahrtshofs und der historischen Hof- und Wegebefestigungen |              | Gutshof Görlsdorf mit Verwalterhaus (Westseite) sowie Wirtschaftsgebäuden (Ost-, Nord- und Südseite) und Schmiede, einschließlich des östlich vorgelagerten Zufahrtshofs und der historischen Hof- und Wegebefestigungen |
| 09140467 | Görlsdorfer Dorfstraße 21 (Lage) | Dorfschule mit Nebengebäude |              | Dorfschule mit Nebengebäude |

### Kreblitz
| ID-Nr.   | Lage   | Bezeichnung | Beschreibung | Bild           |
| -------- | ------ | ----------- | --- | -------------- |
| 09140421 | (Lage) | Dorfkirche  | Die Feldsteinkirche entstand in der Mitte des 14. Jahrhunderts. Im Innern steht unter anderem ein Kanzelaltar aus dem Anfang des 18. Jahrhunderts. Zur weiteren Kirchenausstattung zählt ein barocker Taufengel aus dem Jahr 1713. | weitere Bilder |

### Kümmritz
| ID-Nr.            | Lage               | Bezeichnung | Beschreibung | Bild           |
| ----------------- | ------------------ | --- | --- | -------------- |
| 09140139 Wikidata | (Lage)             | Dorfkirche | Die Feldsteinkirche entstand in der Mitte des 14. Jahrhunderts und wurde in der zweiten Hälfte des 17. Jahrhunderts um einen Kirchturm erweitert. Im Innenraum steht ein Altar aus dem Anfang des 18. Jahrhunderts in Form einer Ädikula. | weitere Bilder |
| 09140025 Wikidata | Kümmritz 35 (Lage) | Gutshaus Kümmritz einschließlich Anlage und Grundriss des Gutshofs sowie Kubatur und Lage der Wirtschaftsgebäude | | weitere Bilder |
| 09140887 Wikidata | (Lage)             | Denkmal für Wolf Dietrich von Trotha, im einstigen Gutspark                                                      | Die Inschrift auf der Vorderseite lautet: Zum Andenken / an / Wolf Dietrich / v. Trotha / Lt. i. Reit. Feld. Jäg. Krps. / Kommand. z. Jäg. Btl.3. / Inh. d. Eis. Kreuzes 1. u. 2. Kl. / Riti. d. Albrecht Ord. / geb. z. Schettstad 7. November 1891 / Gef. a. Fort Douaumont / 20. Mai 1916. Auf der Rückseite: Niemand hat / größere Liebe denn die / dass er sein Leben lässet / für seine Brüder./ Joh.15 V.13 | weitere Bilder |

### Luckau
| ID-Nr.            | Lage                                           | Bezeichnung | Beschreibung | Bild |
| ----------------- | ---------------------------------------------- | --- | --- | --- |
| 09140196          | (Lage)                                         | Stadtkern innerhalb der Befestigungsanlagen, mit Backsteinmauer, Wiekhäusern, „Rotem Turm“ am Calauer Tor und gut erhaltene mittelalterliche Stadtanlage (geschützt sind Anlage sowie Bauflucht, Bauhöhen, Trauflinien, Proportionen, Fensterformen der Bauten) | Der Rote Turm ist Teil der Stadtbefestigung. | Stadtkern innerhalb der Befestigungsanlagen, mit Backsteinmauer, Wiekhäusern, „Rotem Turm“ am Calauer Tor und gut erhaltene mittelalterliche Stadtanlage (geschützt sind Anlage sowie Bauflucht, Bauhöhen, Trauflinien, Proportionen, Fensterformen der Bauten) |
| 09140511          | (Lage)                                         | Calauer Vorstadtsiedlung (geschützt sind Bauflucht und Straßenverlauf, sowie Bauhöhen, Trauflinien, Hauptproportionen, Fensterform der Bauten) | | Calauer Vorstadtsiedlung (geschützt sind Bauflucht und Straßenverlauf, sowie Bauhöhen, Trauflinien, Hauptproportionen, Fensterform der Bauten) |
| 09140510          | (Lage)                                         | Sandoer Vorstadtsiedlung (geschützt sind Bauflucht und Straßenverlauf sowie Bauhöhe, Trauflinie, Hauptproportionen, Fensterform der Bauten) | | Sandoer Vorstadtsiedlung (geschützt sind Bauflucht und Straßenverlauf sowie Bauhöhe, Trauflinie, Hauptproportionen, Fensterform der Bauten) |
| 09140509          | (Lage)                                         | Markt | | Markt |
| 09140507          | (Lage)                                         | Stadtbefestigung | | weitere Bilder |
| 09140508          | (Lage)                                         | Karl-Liebknecht-Denkmal, an der Stadtmauer | | Karl-Liebknecht-Denkmal, an der Stadtmauer |
| 09140437          | Am Markt 2 (Lage)                              | Wohnhaus mit Seitenflügel | | Wohnhaus mit Seitenflügel |
| 09140537          | Am Markt 3 (Lage)                              | Wohnhaus sowie Hofgebäude mit Backstube | | weitere Bilder |
| 09140163          | Am Markt 13 (Lage)                             | Wohnhaus mit Volutengiebel und reicher Stuckgliederung sowie Raum im Erdgeschoss mit klassizistischer Stuckdecke | | weitere Bilder |
| 09140346          | Am Markt 14 (Lage)                             | Wohnhaus | | Wohnhaus |
| 09140391          | Am Markt 15 (Lage)                             | Wohnhaus | | Wohnhaus |
| 09140164          | Am Markt 22 (Lage)                             | Wohnhaus (Löwenapotheke) | | Wohnhaus (Löwenapotheke) |
| 09140165          | Am Markt 26 (Lage)                             | Wohnhaus, Fassade mit zwei Stuckfiguren | | Wohnhaus, Fassade mit zwei Stuckfiguren |
| 09140404          | Am Markt 27 (Lage)                             | Wohn- und Geschäftshaus | | Wohn- und Geschäftshaus |
| 09140166          | Am Markt 29 (Lage)                             | Wohnhaus mit Volutengiebel | | weitere Bilder |
| 09140167          | Am Markt 30 (Lage)                             | Wohnhaus mit Volutengiebel und reicher Stuckgliederung | | weitere Bilder |
| 09140168          | Am Markt 31 (Lage)                             | Wohnhaus | | Wohnhaus |
| 09140169          | Am Markt 32, 32a (Lage)                        | Wohnhaus mit Volutengiebel und reicher Stuckgliederung (32a) sowie einbezogenem Nebenhaus (32) | | weitere Bilder |
| 09140170          | Am Markt 33 (Lage)                             | Wohnhaus | | Wohnhaus |
| 09140162 Wikidata | Am Markt 34 (Lage)                             | Rathaus | Das Rathaus wurde 1675 nach einem Brand neu gebaut. In den Jahren 1851 und 1852 erfolgte eine Aufstockung aus Platzgründen. Zwischen 1996 und 1997 wurde das Gebäude umfassend saniert und barrierefrei ausgebaut. | weitere Bilder |
| 09140160          | Am Markt 35 (Lage)                             | Georgenkapelle mit Hausmannsturm | Die Georgenkapelle entstand um das Jahr 1200. Seit 1697 diente die Kapelle als Hauptwache. | weitere Bilder |
| 09140158          | Bahnhofstraße 9 (Lage)                         | Mietwohnhaus | | Mietwohnhaus |
| 09140191          | Bahnhofstraße 12 (Lage)                        | Mietwohnhaus mit Jugendstilfassade | | Mietwohnhaus mit Jugendstilfassade |
| 09140347          | Bahnhofstraße 16 (Lage)                        | Wohnhaus | | Wohnhaus |
| 09140348          | Berliner Straße 24 (Lage)                      | Kreiskrankenhaus (Gebäude von 1902/03 und 1915) mit Wirtschaftsgebäude (1913/15) | Das Wirtschaftsgebäude wurde 1997/1998 abgerissen. | BW |
| 09140017          | Brauhausgasse 1 (Lage)                         | Freimaurerloge | | Freimaurerloge |
| 09140032          | Brauhausgasse 13 (Lage)                        | Wohnhaus | | Wohnhaus |
| 09140434          | Brauhausgasse 33 (Lage)                        | Wohnhaus | | Wohnhaus |
| 09140754          | Calauer Straße 46 (Lage)                       | Wohn- und Geschäftshaus, Quergebäude und zwei Seitengebäude | | Wohn- und Geschäftshaus, Quergebäude und zwei Seitengebäude |
| 09140907          | Dresdener Straße 1, Am Mühlberg (Lage)         | Transportable Raumerweiterungshalle (REH) Typ „Variant“ | | Transportable Raumerweiterungshalle (REH) Typ „Variant“ |
| 09140974          | Hauptstraße 1 (Lage)                           | Gewölbekeller | Backsteingebäude, unter dem Hauptgebäude zur Straße hin liegend. Das Kellergebäude stammt aus dem Jahr 1401. | BW |
| 09140171          | Hauptstraße 3 (Lage)                           | Wohnhaus | | Wohnhaus |
| 09140172          | Hauptstraße 5 (Lage)                           | Wohnhaus mit Jugendstildekor und Erker | | Wohnhaus mit Jugendstildekor und Erker |
| 09140564          | Hauptstraße 10, Schulstraße 16, 17 (Lage)      | Wohnhaus mit Seiten- und Quergebäude sowie Gewerbehof der Bau- und Möbeltischlerei Paternoster, bestehend aus Werkstattgebäude, Maschinenhaus, Lagerhaus (Schulstraße 16) und Garage (Schulstraße 17)                                                           | | Wohnhaus mit Seiten- und Quergebäude sowie Gewerbehof der Bau- und Möbeltischlerei Paternoster, bestehend aus Werkstattgebäude, Maschinenhaus, Lagerhaus (Schulstraße 16) und Garage (Schulstraße 17)                                                           |
| 09140543          | Hauptstraße 16 (Lage)                          | Wohnhaus und Hofgebäude | | Wohnhaus und Hofgebäude |
| 09140433          | Hauptstraße 17 (Lage)                          | Wohn- und Geschäftshaus mit Seitenflügel und Rückwand der einstigen Hofgebäude | | Wohn- und Geschäftshaus mit Seitenflügel und Rückwand der einstigen Hofgebäude |
| 09140439          | Hauptstraße 18 (Lage)                          | Wohnhaus mit östlichem Seitenflügel und Fachwerk-Wirtschaftsgebäude | | Wohnhaus mit östlichem Seitenflügel und Fachwerk-Wirtschaftsgebäude |
| 09140173          | Hauptstraße 21 (Lage)                          | Baugruppe, bestehend aus Wohnhaus und Hofgebäude | | Baugruppe, bestehend aus Wohnhaus und Hofgebäude |
| 09140020          | Hauptstraße 22 (Lage)                          | Wohnhaus mit Seitenflügel, Hofgebäude mit Oberlaube sowie Hofpflasterung | | Wohnhaus mit Seitenflügel, Hofgebäude mit Oberlaube sowie Hofpflasterung |
| 09140174          | Hauptstraße 24 (Lage)                          | Wohnhaus | | Wohnhaus |
| 09140014          | Hauptstraße 30 (Lage)                          | Wohn- und Geschäftshaus mit Seitenflügel und zwei Quergebäuden einschließlich der Pflasterung beider Höfe | | Wohn- und Geschäftshaus mit Seitenflügel und zwei Quergebäuden einschließlich der Pflasterung beider Höfe |
| 09140478          | Hauptstraße 31 (Lage)                          | Hofgebäude mit Oberlaube | | Hofgebäude mit Oberlaube |
| 09140019          | Hauptstraße 34 (Lage)                          | Wohn- und Geschäftshaus | | Wohn- und Geschäftshaus |
| 09140459          | Hauptstraße 46 (Lage)                          | Wohnhaus | | Wohnhaus |
| 09140175          | Hauptstraße 49 (Lage)                          | Wohnhaus | | Wohnhaus |
| 09140031          | Hauptstraße 51 (Lage)                          | Wohnhaus | | Wohnhaus |
| 09141365          | Hoher Weg (Lage)                               | Wasserturm | | weitere Bilder |
| 09140424          | Karl-Liebknecht-Straße 1, Nonnengasse 1 (Lage) | Strafanstalt, bestehend aus Isoliergefängnis, ehemaliger Klosterkirche (Niederlausitz-Museum), Verwaltungsgebäude, Wach-, Tor- und Schulgebäude, Wirtschaftsgebäude, ehemaligem Betsaal (Turnhalle) sowie Klostermauer                                          | Verwaltungsgebäude (Karl-Liebknecht-Str. 1 a): Dreigeschossiges neunachsiges Ziegelgebäude mit Satteldach, bestehend aus Torgebäude, Wachgebäude u. Schule. Datiert auf 1831. Gefängnisgebäude (Karl-Liebknecht-Str. 1): Dreigeschossiges 13-achsiges Ziegelgebäude mit Satteldach, bestehend aus Torgebäude, Wachgebäude u. Schule. Erbaut in den Jahren 1899-1901 (Änderungsbauten 1931/1939). Wirtschaftsgebäude (Nonnengasse 2): Eineinhalbgeschossiges sechsachsiges Ziegelgebäude mit Satteldach, erbaut in den Jahren 1881-1882. Turnhalle (Nonnengasse 2): Eingeschossiges siebenachsiges Ziegelgebäude mit Satteldach, erbaut in den Jahren 1900-1901. Klostermauer (Nonnengasse): Begrenzt das Gelände nach Süden hin, zum Stadtgraben. Datiert auf 1301/1399. | Strafanstalt, bestehend aus Isoliergefängnis, ehemaliger Klosterkirche (Niederlausitz-Museum), Verwaltungsgebäude, Wach-, Tor- und Schulgebäude, Wirtschaftsgebäude, ehemaligem Betsaal (Turnhalle) sowie Klostermauer                                          |
| 09140393          | Karl-Marx-Straße 21 (Lage)                     | Finanzamt | | Finanzamt |
| 09140159          | Kirchplatz (Lage)                              | Stadtkirche St. Nicolai | Eine erste urkundliche Erwähnung einer Stadtkirche Nikolai- und Marienkirche in Luckau stammt aus dem Jahr 1291. Der Bau des damaligen Langhauses wurde in der Mitte des 14. Jahrhunderts beendet, jedoch noch im selben Jahrhundert durch ein dreischiffiges Langhaus ersetzt, welches über fünf Joche verfügte. Auch die Westtürme wurden nun aus Backstein gemauert, lediglich der Granitsockel blieb erhalten. Nach einem Brand begann der Wiederaufbau der Kirche 1656 und zog sich bis zum Jahr 1770 hin. | weitere Bilder |
| 09140197          | Kirchplatz 1-4 (Lage)                          | Teil der Stadtbefestigungsanlage und ehemalige Stadtschule | | Teil der Stadtbefestigungsanlage und ehemalige Stadtschule |
| 09140015          | Kirchplatz 8, Kirchstraße 8 (Lage)             | Wohnhaus mit Nebengebäude | | Wohnhaus mit Nebengebäude |
| 09140150          | Kühnestraße (Lage)                             | Schanze-Denkmal für die Befreiungskriege (Bülow-Denkmal) | Das Denkmal befindet auf dem Schanzenberg. Dieser liegt westlich der Altstadt. Erbaut im Jahr 1913. | BW |
| 09140016          | Lange Straße 7 (Lage)                          | Wohn- und Geschäftshaus mit Seitenflügel | | Wohn- und Geschäftshaus mit Seitenflügel |
| 09140442          | Lange Straße 13 (Lage)                         | Wohnhaus | | Wohnhaus |
| 09140148          | Lange Straße 23 (Lage)                         | Gedenktafel Carl Adolf Matzschens, am Geburtshaus | | Gedenktafel Carl Adolf Matzschens, am Geburtshaus |
| 09140412          | Lange Straße 25 (Lage)                         | Wohnhaus | | Wohnhaus |
| 09140435          | Lange Straße 27 / Brauhausgasse (Lage)         | Wohnhaus mit Durchfahrtsgebäude zur Brauhausgasse | | Wohnhaus mit Durchfahrtsgebäude zur Brauhausgasse |
| 09140544          | Lange Straße 32 / Brauhausgasse (Lage)         | Wohnhaus und Durchfahrtsgebäude zur Brauhausgasse | | Wohnhaus und Durchfahrtsgebäude zur Brauhausgasse |
| 09140177          | Lindenstraße 22 / Brauhausgasse (Lage)         | Hospital mit Kapelle | | Hospital mit Kapelle |
| 09140398          | Lindenstraße 23 (Lage)                         | Wohnhaus | | Wohnhaus |
| 09140473          | Lindenstraße 74 (Lage)                         | Wohnhaus und Werkstattgebäude | | Wohnhaus und Werkstattgebäude |
| 09140379          | Lindenstraße 83 (Lage)                         | Wohnhaus mit Nebengebäude | | Wohnhaus mit Nebengebäude |
| 09140856          | Lübbener Straße, Lübbenauer Straße (Lage)      | Preußischer Nullmeilenstein | | Preußischer Nullmeilenstein |
| 09140441          | Marktstraße 6 (Lage)                           | Wohnhaus | | Wohnhaus |
| 09140044          | Marktstraße 8 (Lage)                           | Wohnhaus einschließlich Hofgebäude mit Laubengang | | Wohnhaus einschließlich Hofgebäude mit Laubengang |
| 09140152          | Nikolaistraße 7 (Lage)                         | Wohnhaus | | Wohnhaus |
| 09140094          | Nonnengasse 1 (Lage)                           | Kursächsischer Viertelmeilenstein, im Niederlausitz-Museum | | BW |
| 09140179          | Nordpromenade 15-17 (Lage)                     | Mietwohnhäuser | | Mietwohnhäuser |
| 09140157          | Rathausstraße 1 (Lage)                         | Mietwohnhaus mit Jugendstilfassade | | Mietwohnhaus mit Jugendstilfassade |
| 09140156          | Rathausstraße 2 (Lage)                         | Mietwohnhaus mit neuklassizistischer Fassade | | Mietwohnhaus mit neuklassizistischer Fassade |
| 09140155          | Rathausstraße 3 (Lage)                         | Mietwohnhaus mit spätklassizistischer Fassade | | Mietwohnhaus mit spätklassizistischer Fassade |
| 09140198          | Rathausstraße 6-7 (Lage)                       | Gymnasium (1832) und „Neues Gymnasium“ (1879) | | Gymnasium (1832) und „Neues Gymnasium“ (1879) |
| 09140149          | Sandoer Straße (Lage)                          | Grabstätten Prof. Dr. Reinhold Bohnstedt (Botaniker), Dr. J. W. Vetter (Luckauer Stadtchronist), F. Wehrmann (Kunstmaler), Johann Kutzscher (1712–1779), auf dem Neuen Friedhof                                                                                 | | Grabstätten Prof. Dr. Reinhold Bohnstedt (Botaniker), Dr. J. W. Vetter (Luckauer Stadtchronist), F. Wehrmann (Kunstmaler), Johann Kutzscher (1712–1779), auf dem Neuen Friedhof                                                                                 |
| 09140008          | Sandoer Straße (Lage)                          | Grabanlage Curt Freiherr von Manteuffel, auf dem Neuen Friedhof | | Grabanlage Curt Freiherr von Manteuffel, auf dem Neuen Friedhof |
| 09140154          | Schulstraße 1 (Lage)                           | Mädchenschule, Gemeinderaum und Wohnhaus | | Mädchenschule, Gemeinderaum und Wohnhaus |
| 09140153          | Schulstraße 10 (Lage)                          | Wohnhaus und Wirtschaftsgebäude | | Wohnhaus und Wirtschaftsgebäude |
| 09140012          | Schulstraße 11 (Lage)                          | Wohnhaus | | Wohnhaus |
| 09140406          | Vorwerkstraße 10 (Lage)                        | Wohnhaus | | Wohnhaus |

### Paserin
| ID-Nr.   | Lage                       | Bezeichnung | Beschreibung | Bild           |
| -------- | -------------------------- | ----------- | --- | -------------- |
| 09140294 | Unter den Linden 33 (Lage) | Dorfkirche  | Die Kirche wurde im späten 13. Jahrhundert erbaut. Sie ist ein Saalbau im gotischen Stil mit einem Westturm. Im Inneren befindet sich ein Altaraufsatz aus dem Jahr 1690. | weitere Bilder |

### Pelkwitz
| ID-Nr.            | Lage   | Bezeichnung | Beschreibung | Bild           |
| ----------------- | ------ | ----------- | --- | -------------- |
| 09140324 Wikidata | (Lage) | Dorfkirche  | Die evangelische Kirche wurde um 1400 erbaut. Im Dreißigjährigen Krieg wurde die Kirche beschädigt und danach wieder aufgebaut. Es ist ein Saalbau aus Feldsteinen mit einem kleinen Dachturm. Im Inneren ein Kanzelaltar aus dem 17. Jahrhundert. | weitere Bilder |

### Schlabendorf am See
| ID-Nr.   | Lage                                | Bezeichnung | Beschreibung | Bild           |
| -------- | ----------------------------------- | --- | ------------ | -------------- |
| 09140268 | (Lage)                              | Dorfkirche |              | weitere Bilder |
| 09140030 | Schlabendorf am See 107, 109 (Lage) | Baugruppe, bestehend aus dem Dorfkrug mit Wirtschaftsgebäude sowie Brunnen und dem Gasthaus mit Durchfahrtsscheune, Stallgebäude, Schlachthaus sowie kleinem Wohnhaus |              | weitere Bilder |

### Terpt
| ID-Nr.   | Lage   | Bezeichnung | Beschreibung | Bild           |
| -------- | ------ | ----------- | --- | -------------- |
| 09140286 | (Lage) | Dorfkirche  | Die Kirche wurde im frühen 14. Jahrhundert erbaut. Es ist ein Saalbau mit einem eingezogenen Chor und einem Westturm. Der Turm trägt ein Pyramidendach. Im Inneren ein Kanzelaltar aus dem Jahr 1740, ein Taufengel aus dem Jahr 1722 und eine Orgel mit einem Orgelprospekt aus dem Jahr 1809. | weitere Bilder |

### Uckro
| ID-Nr.   | Lage                         | Bezeichnung | Beschreibung | Bild           |
| -------- | ---------------------------- | --- | --- | -------------- |
| 09140293 | (Lage)                       | Dorfkirche | Die Dorfkirche wurde als Saalbau Ende des 14. Anfang des 15. Jahrhunderts erbaut.                                                                   | weitere Bilder |
| 09140408 | Uckroer Bahnhofstraße (Lage) | Bahnhofskomplex Uckro mit Bahnhofsempfangsgebäude der Strecke Berlin-Dresden einschließlich Bahnhofsvorplatz, Bahnhofsempfangsgebäude der Niederlausitzer Eisenbahn, Bahnhofsempfangsgebäude der Strecke Dahme-Uckro mit Toilettenhaus sowie Wohnhaus für Bahnpersonal mit Stallgebäude (Nr. 5) | Der 1875 eröffnete und später zum Knotenbahnhof ausgebaute Bahnhofskomplex Uckro besitzt drei Empfangsgebäude, die heute weitgehend ungenutzt sind. | weitere Bilder |

### Willmersdorf-Stöbritz
| ID-Nr.            | Lage   | Bezeichnung                        | Beschreibung | Bild           |
| ----------------- | ------ | ---------------------------------- | --- | -------------- |
| 09140458 Wikidata | (Lage) | Kirche Stöbritz mit Kriegerdenkmal | Die evangelische Kirche in Stöbritz wurde Anfang des 15. Jahrhunderts erbaut. Es ist ein Feldsteinbau, der Turm ist schiffsbreit. Die Kirche wurde von 1952 bis 1955 renoviert, dabei wurde die Innenausstattung aus dem Barock entfernt. | weitere Bilder |

### Zieckau
| ID-Nr.   | Lage                          | Bezeichnung | Beschreibung | Bild                                                                                |
| -------- | ----------------------------- | --- | --- | ----------------------------------------------------------------------------------- |
| 09140321 | Zieckau 13 (Lage)             | Dorfkirche | Die evangelische Dorfkirche wurde wahrscheinlich Ende des 14. Jahrhunderts erbaut. Es ist eine Saalkirche mit einem verbretterten Turm. Der Turm und der Logenanbau wurden 1766 an die Kirche angefügt. Im Jahre 1945 wurde die Kirche durch Kriegseinwirkung beschädigt, die Ausstattung ging verloren. In der Kirche befinden sich Teile der Hospitalskapelle (Lindenstraße 22) aus Luckau. | weitere Bilder                                                                      |
| 09140407 | Zieckau 28, 29, 30, 32 (Lage) | Gutsanlage Zieckau, bestehend aus Herrenhaus, Verwalterhaus, Altem Großviehstall und Neuem Großviehstall mit Turmanbau sowie Gutspark | Das ehemalige Herrenhaus wurde um 1840 erbaut. Es ist ein dreigeschossiger Bau im klassizistischen Stil mit sieben Achsen. | weitere Bilder                                                                      |
| 09140417 | Zieckau 6/7, 8/9 (Lage)       | Gutsarbeiterhäuser mit jeweils zugehörigem Kleinviehstall sowie Back- und Waschhaus                                                   | | Gutsarbeiterhäuser mit jeweils zugehörigem Kleinviehstall sowie Back- und Waschhaus |

### Zöllmersdorf
| ID-Nr.   | Lage                               | Bezeichnung | Beschreibung | Bild |
| -------- | ---------------------------------- | --- | --- | --- |
| 09140322 | (Lage)                             | Dorfkirche | Die evangelische Dorfkirche wurde um 1300 erbaut, im Jahre 1911 wesentlich verändert. So wurde die Ostapsis und der Westturm an die Kirche angefügt. Die Empore im Inneren stammt aus dem 17. Jahrhundert, der Kanzelaltar aus dem Jahr 1911. | weitere Bilder |
| 09140448 | Zöllmersdorfer Dorfstraße 5 (Lage) | Vierseithof, bestehend aus Wohnhaus mit östlichem Anbau und westlich angefügtem Torhaus, zwei Stallgebäuden, Oberlaubengebäude, Wirtschaftsgebäude mit Durchfahrt zum Gartenland, Backhaus sowie Brunnen | | Vierseithof, bestehend aus Wohnhaus mit östlichem Anbau und westlich angefügtem Torhaus, zwei Stallgebäuden, Oberlaubengebäude, Wirtschaftsgebäude mit Durchfahrt zum Gartenland, Backhaus sowie Brunnen |

## Ehemalige Baudenkmale
| ID-Nr. | Lage                                           | Bezeichnung                                                                                  | Beschreibung                                | Bild                                                                                         |
| ------ | ---------------------------------------------- | -------------------------------------------------------------------------------------------- | ------------------------------------------- | -------------------------------------------------------------------------------------------- |
|        | Fürstlich Drehna Alte Luckauer Straße 1 (Lage) | Fachwerkwohnhaus                                                                             |                                             | weitere Bilder                                                                               |
|        | Luckau Lange Straße 64 (Lage)                  | Wohn- und Geschäftshaus mit Seiten-Wirtschaftsgebäude sowie Brennereigebäude und Schornstein | Das Haus wurde im Frühjahr 2014 abgerissen. | Wohn- und Geschäftshaus mit Seiten-Wirtschaftsgebäude sowie Brennereigebäude und Schornstein |